# کالوم روبینسون
کالوم روبینسون (انگلیسی: Callum Robinson؛ زادهٔ ۲ فوریهٔ ۱۹۹۵) بازیکن فوتبال اهل بریتانیا است.
از باشگاه‌هایی که در آن بازی کرده‌است می‌توان به باشگاه فوتبال پرستون نورث اند، باشگاه فوتبال استون ویلا، و باشگاه فوتبال بریستول سیتی اشاره کرد.
وی همچنین در تیم‌های ملی فوتبال زیر ۱۶ سال انگلستان، زیر ۱۷ سال انگلستان، زیر ۱۹ سال انگلستان، زیر ۲۰ سال انگلستان، و جمهوری ایرلند بازی کرده‌است.